# John Malcolm Forbes Ludlow

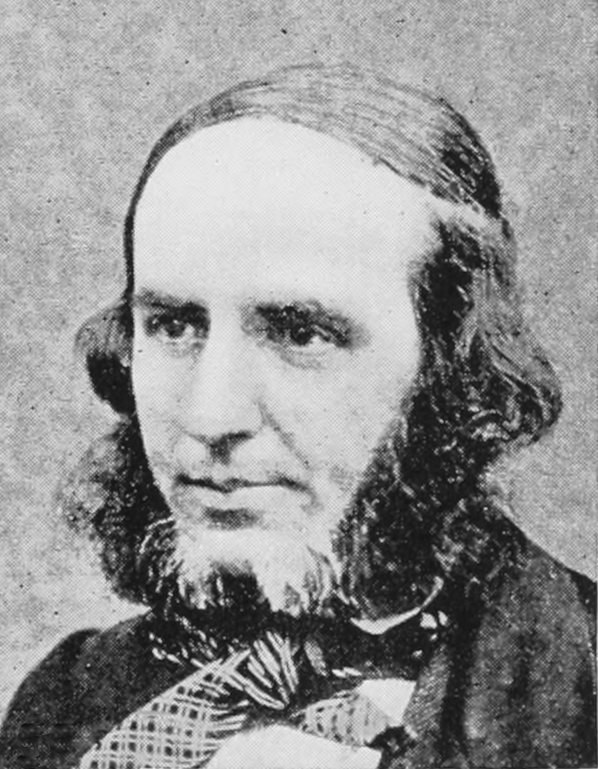
John Malcolm Fobes Ludlow (1821-1911)

John Malcolm Forbes Ludlow CB (Neemuch, Brits-Indië, 8 maart 1821 - Londen, 27 oktober 1911) was een Brits advocaat, filantroop en voorman van de Engelse Christensocialistische beweging. Hij was een belangrijk theoreticus binnen de coöperatieve beweging.

## Biografie
John Ludlow, nakomeling van Edmund Ludlow (c. 1617-1692) werd geboren in Brits-Indië en hij ontving zijn opleiding in Frankrijk, waar hij de invloed onderging van het utopisch socialisme aldaar. Hij bezocht aansluitend Collège Bourbon, Parijs, de Universiteit van Parijs (diploma 1837), Merchant Taylors' School (Northwood) en studeerde rechten aan Lincoln's Inn, Londen. In 1843 werd hij tot balie toegelaten en was werkzaam als advocaat. In 1841 of 1842 sloot hij zich aan bij de Anti-Corn Law League van Richard Cobden.
In 1848 maakte hij ter plaatse de Februarirevolutie mee in Frankrijk tijdens een bezoek aan zijn twee zusters in Parijs. Hij was onder de indruk van de sfeer van kameraadschap onder de revolutionairen. Later dat jaar ging hij naar Engeland. Gegrepen door de ellendige situatie waarin de werkende klasse verkeerde, sloot hij zich aan bij de christensocialistische beweging rond F.D. Maurice, Charles Kingsley en Thomas Hughes. Vanwege zijn verblijf in Frankrijk en zijn bestudering van de geschriften van de Franse utopische socialisten, introduceerde hij met name het gedachtegoed van de utopist Charles Fourier binnen de christensocialistische beweging. Met Maurice was hij redacteur van het blad Christian Socialist (1850-1851). Binnen de christensocialistische beweging golden Ludlow en Hughes als de echter theoretici. Net als Hughes zag Ludlow de oprichting van coöperaties van werknemers als de remedie voor het sociale onrecht als gevolg van de veranderingen in de maatschappij. Samenwerking werd gezien als de christelijke deugd bij uitstek en de coöperatie werd gezien als christelijke broederschap. Ludlow betoonde zich progressiever dan Maurice, omdat hij er van uitging dat de leden van een coöperatie mans genoeg zouden zijn om een coöperatie zelf te runnen. (Maurice was die mening niet toegedaan.) Het feit dat veel coöperaties in de beginjaren faalden had volgens Ludlow te maken met een gebrek aan doorzettingsvermogen en een alomtegenwoordig fatalisme onder de leden: mentaal sterke christenen moesten worden gekweekt die zich niet bij de eerste teleurstelling uit het veld zouden laten staan. In 1867 schreef hij met Lloyd Jones het boek The Progress of the Working Class, 1832–1867.
Net als Maurice, Kingsley, e.a. was Ludlow er van overtuigd dat de sleutel voor het overwinnen van de sociale problemen lag in het onderwijs. Ludlow was betrokken bij de oprichting van de Working Men's College, Londen (1854). Hij doceerde er rechten, Engelse taal- en letterkunde en geschiedenis. Ook gaf hij arbeiders les in de Franse taal. Anders dan Maurice en Kingsley droomde Ludlow niet van een terugkeer naar de paternalistische samenleving en een herstel van de sociale orde. Ludlow was een radicale democraat en geloofde niet in een romantisch verleden. Van de drie oorspronkelijke christensocialisten was Ludlow de enige die duidelijk progressief was; Maurice en Kingsley waren paternalistische Tories die evenwel niet bang waren allerlei sociale misstanden aan de kaak te stellen en een oplossing te zoeken voor deze problemen. Wat de christensocialisten onderling bond was hun geloof in Jezus Christus.
Naast pleitbezorger van de coöperatieve beweging was Ludlow ook nauw betrokken bij het werk voor de armen in Londen, begunstiger van de friendly societies (maatschappelijk middenveld) en van 1875 tot 1891 stond hij aan het hoofd van de friendly societies. Ook schreef hij twee geschiedkundige werken over de Verenigde Staten van Amerika, w.o. A Sketch of the History of the United States from Independence to Secession, waarin hij partijtrok voor de Noordelijke staten. Hij was een fel bestrijder van de slavernij en was dit al sinds een bezoek aan West-Indië in de jaren dertig.
Ludlow was een voorstander van het instellen van het ambt van diacones binnen de Kerk van Engeland en schreef daarom het boek Woman's Work in the Church: Historical Notes on Deaconesses and Sisterhoods (1866).
John Ludlow overleed op hoge leeftijd in 1911.

## Werken
- Christian socialism and its opponents (1851)
- A Sketch of the History of the United States from Independence to Secession (1862)
- Popular Epics of the Middle Ages, 2 dln. (1865)
- President Lincoln self-portrayed (1866)
- Woman's Work in the Church: Historical Notes on Deaconesses and Sisterhoods (1866)
- The War of American Independence (1888)